# Moin Akhter
Moin Akhter (Carachi, 24 de dezembro de 1950 - Carachi, 22 de abril de 2011) foi um ator de televisão, cinema e teatro paquistanês.